# Индијски слон
Индијски слон (лат. Elephas maximus indicus) један је од три постојеће признате подврсте азијског слона и живи у копненом дијелу Азије.
Од 1986. године, азијски слон је на Црвеном списку ИУЦН-а наведен као угрожена врста, јер се дивља популација смањила за 50% од 1930-их до 1940-их, тј три генерације слонова. Азијским слоновима пријети губитак, деградација и фрагментација станишта.